# 別倫-倫濟內縣

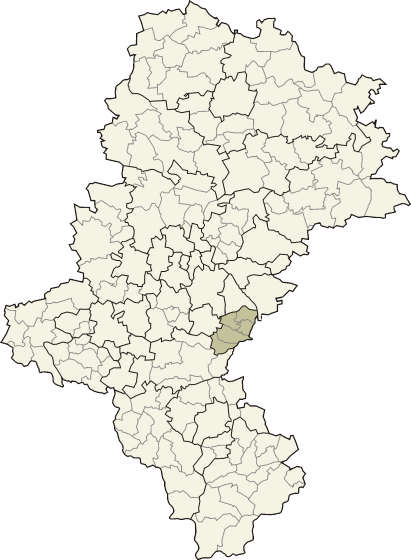

50°8′N 19°6′E / 50.133°N 19.100°E
別倫-倫濟內縣（波蘭語：Powiat bieruńsko-lędziński），是波蘭的縣份，位於該國南部，由西里西亞省負責管轄，首府設於別倫，面積157平方公里，2006年人口55,868，人口密度每平方公里360人。